# Segunda División de Venezuela 2025
La temporada 2025 del fútbol venezolano de la Segunda División de Venezuela, denominada oficialmente como «Liga FUTVE 2 2025» es la 45.ª edición del torneo de segundo nivel del fútbol profesional venezolano.

## Formato
El torneo de Segunda División tuvo la misma modalidad para dos torneos cortos, un Apertura y un Clausura, de la siguiente manera:
- Fase regular: 16 equipos se dividieron en dos grupos por su ubicación geográfica; el Grupo Occidental se conformó con ocho equipos y el Grupo Oriental también con ocho equipos, enfrentándose en formato de ida y vuelta (14 fechas). Los cuatro primeros de cada grupo avanzaron a la fase eliminatoria.[3]

- Fase eliminatoria: Los ocho equipos clasificados fueron emparejados en cuatro llaves por su ubicación en la fase regular, jugaron bajo el sistema de eliminación directa en partidos ida y vuelta desde cuartos de final, los ganadores de esa primera instancia avanzaron a las semifinales en partidos de ida y vuelta. Los finalistas disputaron el título de campeón de torneo corto a partido único. El equipo ganador clasificó a la Final Absoluta. El orden de los enfrentamientos para los cuartos de final fue el siguiente:

- - Llave A: 1.º Grupo A vs. 4.º Grupo B
  - Llave B: 1.º Grupo B vs. 4.º Grupo A
  - Llave C: 2.º Grupo A vs. 3.º Grupo B
  - Llave D: 2.º Grupo B vs. 3.º Grupo A

- Ascenso: Los dos equipos ganadores de torneos cortos se enfrentarán en una Final Absoluta a ida y vuelta, donde el ganador será declarado campeón nacional y ascenderá de forma directa a la Primera División 2026,  siempre y cuando cumpliera con los criterios de la licencia de clubes. Si un equipo gana los dos torneos se corona automáticamente como campeón y asciende a Primera División.[4]

## Relevos
El club Mineros de Guayana participa por cumplir con las deudas contraídas y Academia Rey cambia su nombre a Barquisimeto Sport Club.
| Pos. | Descendidos de Primera División |
| ---- | ------------------------------- |
| 12.° | Angostura F.C.                  |
| 14.º | Inter de Barinas                |

| Pos. | Ascendidos a Primera División |
| ---- | ----------------------------- |
| 1.º  | Yaracuyanos                   |
| 2.º  | Anzoátegui                    |

| Excluidos de Segunda División |  |
| ----------------------------- |  |
|                               |  |
|                               |  |

## Información

### Grupo Centro–Occidental
| Academia Puerto Cabello "B"                | Puerto Cabello | Bladimir Morales  | Complejo Deportivo Socialista | 6000   |
| Atlético El Vigía                          | El Vigía       | Gustavo Romanello | Ramón Fernández               | 12 785 |
| Barquisimeto                               | Barquisimeto   | Fernando Torres   | Farid Richa                   | 7500   |
| Héroes de Falcón                           | Coro           | Pastor Márquez    | Ludgero Correia               | 1500   |
| Real Frontera                              | San Cristóbal  | Dionar García     | Sede Deportiva Real Frontera  | 2500   |
| Titanes                                    | Guanare        | Luis Rojas        | Rafael Calles Pinto           | 13 000 |
| Trujillanos                                | Valera         | Oswaldo Chaurant  | José Alberto Pérez            | 20 000 |
| Ureña                                      | Ureña          | Edwin Quilagury   | Humberto Laureano             | 500    |
| Datos actualizados al 17 de abril de 2025. |                |                   |                               |        |

### Grupo Centro–Oriental
| Angostura                                  | Ciudad Bolívar | Osmar Castillo  | Ricardo Tulio Maya    | 2500   |
| Aragua                                     | Maracay        | Yoimer Segovia  | Hermanos Ghersi Páez  | 37 485 |
| Bolívar                                    | Ciudad Guayana | José Fasciana   | CTE Cachamay          | 41 600 |
| Deportivo Miranda                          | Caracas        | Andrea Fabri    | Brígido Iriarte       | 9800   |
| Dynamo Puerto                              | Puerto La Cruz | Daniel Mosquera | Francisco Massiani    | 500    |
| Marítimo de La Guaira                      | La Guaira      | Luis Vera       | Complejo Camurí Chico | 2500   |
| Mineros de Guayana                         | Ciudad Guayana | Elvis Martínez  | CTE Cachamay          | 41 600 |
| Monagas "B"                                | Maturín        | Jesús Hernández | Monumental de Maturín | 51 796 |
| Datos actualizados al 17 de abril de 2025. |                |                 |                       |        |

## Localización
| Región            | N.° | Equipos                                              |
| ----------------- | --- | ---------------------------------------------------- |
| Los Andes         | 4   | Atlético El Vigía, Real Frontera, Trujillanos, Ureña |
| Centro Occidental | 4   | Barquisimeto, Héroes de Falcón, Aragua, Titanes      |
| Nor-Oriental      | 3   | Atlético La Cruz, Dynamo Puerto, Nueva Esparta       |
| Guayana           | 3   | Angostura, Bolívar, Mineros de Guayana               |
| Capital           | 2   | Deportivo Miranda, Marítimo de La Guaira             |

## Estadísticas

### Goleadores
- Actualizado el 11 de abril de 2025 [7]

| Jugador      | Equipo | Goles |
| ------------ | ------ | ----- |
| '            | '      | 00    |
| Bandera de ? |        | 00    |
| Bandera de ? |        | 00    |
| Bandera de ? |        | 00    |